# Nationalparker i Finland
Der er 40 nationalparker i Finland. Nationalparkerne, der drives af Metsähallitus (den finske skovstyrelse), dækker et samlet areal på 9.892 km², 2,7 procent af Finlands samlede areal. I 2018 var der i alt 3,2 millioner besøgende i parkerne.
I nationalparkerne er allemandsretten stærkt indskrænket. Det er forbudt at forlade de afmærkede stier. Det er kun tilladt at slå telt op og lave bål på angivne steder.

## Nationalparker
| Nationalpark               | Foto | Len (Landskab)                               | Areal i km² | Åbnet | Besøgende (2007) | Kort                                                               |
| Ekenäs Skærgård            |      | Sydfinland (Nyland)                          | 52          | 1989  | 47.000           | EkenäsEkenäs (Finland)                                             |
| Helvetinjärvi              |      | Vestfinland (Birkaland)                      | 49,8        | 1982  | 33.000           | HelvetinjärviHelvetinjärvi (Finland)                               |
| Hiidenportti               |      | Oulu (Kajanaland)                            | 45          | 1982  | 6.500            | HiidenporttiHiidenportti (Finland)                                 |
| Hossa                      |      | (Kajanaland)                                 | 11          | 2017  | 58.000           | HossaHossa (Finland)                                               |
| Isojärvi                   |      | Vestfinland (Mellersta Finland)              | 19          | 1982  | 10.500           | IsojärviIsojärvi (Finland)                                         |
| Kauhaneva-Pohjankangas     |      | Vestfinland (Södra Österbotten og Satakunda) | 57          | 1982  | 4.500            | Kauhaneva- PohjankangasKauhaneva- Pohjankangas (Finland)           |
| Koli                       |      | Østfinland (Norra Karelen)                   | 30          | 1991  | 127.500          | KoliKoli (Finland)                                                 |
| Kolovesi                   |      | Østfinland (Södra Savolax)                   | 23          | 1990  | 7.500            | KolovesiKolovesi (Finland)                                         |
| Kurjenrahka                |      | Vestfinland (Egentliga Finland)              | 29          | 1998  | 28.500           | KurjenrahkaKurjenrahka (Finland)                                   |
| Lauhanvuori                |      | Vestfinland (Södra Österbotten)              | 53          | 1982  | 10.000           | LauhanvuoriLauhanvuori (Finland)                                   |
| Leivonmäki                 |      | Vestfinland (Mellersta Finland)              | 29          | 2003  | 12.500           | LeivonmäkiLeivonmäki (Finland)                                     |
| Lemmenjoki                 |      | Lapland (Lapland)                            | 2.850       | 1956  | 10.000           | LemmenjokiLemmenjoki (Finland)                                     |
| Liesjärvi                  |      | Sydfinland (Egentliga Tavastland)            | 22          | 1956  | 30.500           | LiesjärviLiesjärvi (Finland)                                       |
| Linnansaari                |      | Østfinland (Södra Savolax og Norra Savolax)  | 38          | 1956  | 31.000           | LinnansaariLinnansaari (Finland)                                   |
| Nuuksio                    |      | Sydfinland                                   | 45          | 1994  | 179.500          | NuuksioNuuksio (Finland)                                           |
| Oulanka                    |      | Oulu, Lapland                                | 270         | 1956  | 165.500          | OulankaOulanka (Finland)                                           |
| Päijänne                   |      | Sydfinland                                   | 14          | 1993  | 15.000           | PäijännePäijänne (Finland)                                         |
| Pallas-Yllästunturi        |      | Lapland                                      | 1.020       | 2005  | 419.000          | Pallas- YllästunturiPallas- Yllästunturi (Finland)                 |
| Patvinsuo                  |      | Østfinland                                   | 105         | 1982  | 12.000           | PatvinsuoPatvinsuo (Finland)                                       |
| Botniske Bugt Nationalpark |      | Lapland                                      | 2,5         | 1991  | 6.000            | Botniske BugtBotniske Bugt (Finland)                               |
| Petkeljärvi                |      | Østfinland                                   | 6           | 1956  | 19.500           | PetkeljärviPetkeljärvi (Finland)                                   |
| Puurijärvi-Isosuo          |      | Vestfinland                                  | 27          | 1993  | 11.500           | Puurijärvi- IsosuoPuurijärvi- Isosuo (Finland)                     |
| Pyhä-Häkki                 |      | Vestfinland                                  | 13          | 1956  | 17.000           | Pyhä-HäkkiPyhä-Häkki (Finland)                                     |
| Pyhä-Luosto                |      | Lapland                                      | 142         | 2005  | 128.000          | Pyhä-LuostoPyhä-Luosto (Finland)                                   |
| Repovesi                   |      | Sydfinland, Østfinland                       | 15          | 2003  | 74.500           | RepovesiRepovesi (Finland)                                         |
| Riisitunturi               |      | Lapland                                      | 77          | 1982  | 15.000           | RiisitunturiRiisitunturi (Finland)                                 |
| Rokua                      |      | Oulu                                         | 4,3         | 1956  | 23.500           | RokuaRokua (Finland)                                               |
| Salamajärvi                |      | Vestfinland                                  | 62          | 1982  | 10.500           | SalamajärviSalamajärvi (Finland)                                   |
| Seitseminen                |      | Vestfinland                                  | 45,5        | 1982  | 45.500           | SeitseminenSeitseminen (Finland)                                   |
| Sipoonkorpi                |      | Nyland                                       | 18,6        | 2011  |                  | SipoonkorpiSipoonkorpi (Finland)                                   |
| Skærgårdshavet             |      | Sydfinland                                   | 500         | 1982  | 60.000           | SkærgårdshavetSkærgårdshavet (Finland)                             |
| Syd-Konnevesi              |      | Østfinlands len / Norra Savolax              | 15,44       | 2014  |                  | Syd-KonnevesiSyd-Konnevesi (Finland)                               |
| Syöte                      |      | Oulu                                         | 299         | 2000  | 36.000           | SyöteSyöte (Finland) 65°44′51″N 27°54′43″Ø / 65.74750°N 27.91194°Ø |
| Teijo                      |      | Sydfinland                                   | 33,85       | 2015  | 79.700(2015)     | TeijoTeijo (Finland)                                               |
| Tiilikkajärvi              |      | Østfinland, Oulu                             | 34          | 1982  | 7.500            | TiilikkajärviTiilikkajärvi (Finland)                               |
| Torronsuo                  |      | Sydfinland                                   | 25,5        | 1990  | 20.500           | TorronsuoTorronsuo (Finland)                                       |
| Urho Kekkonen              |      | Lapland                                      | 2.550       | 1983  | 289.000          | Urho KekkonenUrho Kekkonen (Finland)                               |
| Valkmusa                   |      | Sydfinland                                   | 17          | 1996  | 7.000            | ValkmusaValkmusa (Finland)                                         |
| Østlige Finske Bugt        |      | Kymmenedalen                                 | 6,7         | 1982  | 19.000           | Østlige Finske BugtØstlige Finske Bugt (Finland)                   |

## Ekstern henvisning
- Finlands nationalparker Arkiveret 7. august 2004 hos  Wayback Machine